# Autocar (revistă)
Autocar este o revistă auto din Marea Britanie, înființată în anul 1895.
Revista este una dintre cele mai respectate publicații de profil din lume, fiind recunoscută ca având cele mai imparțiale drive teste.
De altfel, Autocar este prima revistă din lume care a publicat un drive test, fiind inventatoarea acestui tip de articol.
Revista a fost lansată și în România în octombrie 2005, de compania Business Media Group, având periodicitate lunară.